# Коварчино (Ивановская область)
Коварчино — село в Ильинском районе Ивановской области России, входит в состав Аньковского сельского поселения.

## География
Село расположено на берегу речки Сухода в 8 км на северо-восток от центра поселения села Аньково и в 20 км на восток от райцентра рабочего посёлка Ильинское-Хованское.

## История
В XVIII—XIX столетиях Коварчино принадлежало князьям Несвицких. По сведениям Центрального статистического комитета Министерства внутренних дел 1859 года: под номером 5389 значится: «Владимирской губернии, Суздальского уезда, II-го стана, Коварчино — село владельческое; при речке Суходе; расстояние в верстах от уездного центра — 71, от становой квартиры — 16; дворов — 15, жителей мужского пола — 40 чел., женского — 45 чел. Церковь православная — 1».
В конце XIX — начале XX века село входило в состав Коварчинской волости Суздальского уезда Владимирской губернии. С 1929 года село центр Коварчинского сельсовета Тейковского района, с 1935 года — в составе Ильинского района, в 1946—1960 годах в составе Аньковского района Ивановской области. с 2005 года — в составе Аньковского сельского поселения.

### Православная церковь
Церковь в селе в первый раз построена в XVIII веке князем Яковом Николаевичем Несвицким, деревянная с престолами: в честь Покрова Пресвятой Богородицы и во имя святых апостолов Петра и Павла. Год построения церкви не известен, однако по сохранившейся надписи на антиминсе церковь построена не позднее 1765 года. В 1888 году на средства прихожан на каменном фундаменте была построена также деревянная церковь. Престолов в церкви было два: в холодной — в честь Покрова Пресвятой Богородицы и в теплой трапезе — во имя святых апостолов Петра и Павла. В 1893 году приход состоял из села Коварчино и деревень: Аверьково, Молочково, Щуриха, Семьюново. Всех дворов в приходе 125, мужчин — 310, женщин — 374. В годы советской власти церковь была утрачена.

## Население
| 1859 | 1905 | 2010 |
| ---- | ---- | ---- |
| 85   | ↗102 | ↗220 |